# Zelenikovo, Kărdjali
Zelenikovo (în bulgară Зелениково) este un sat în comuna Kărdjali, regiunea Kărdjali,  Bulgaria. 

## Demografie
Componența etnică a satului Zelenikovo
     Turci (99,06%)
     Nicio identificare (0%)
     Altele (0,93%)
La recensământul din 2011, populația satului Zelenikovo era de 322 locuitori. Din punct de vedere etnic, majoritatea locuitorilor (99,06%) erau turci. Pentru 0% din locuitori nu este cunoscută apartenența etnică.